# Municipio de Huss
El municipio de Huss (en inglés: Huss Township) es un municipio ubicado en el condado de Roseau en el estado estadounidense de Minnesota. En el año 2010 tenía una población de 120 habitantes y una densidad poblacional de 1,27 personas por km².

## Geografía
El municipio de Huss se encuentra ubicado en las coordenadas 48°35′14″N 96°4′13″O / 48.58722, -96.07028. Según la Oficina del Censo de los Estados Unidos, el municipio tiene una superficie total de 94.53 km², de la cual 94,53 km² corresponden a tierra firme y (0 %) 0 km² es agua.

## Demografía
Según el censo de 2010, había 120 personas residiendo en el municipio de Huss. La densidad de población era de 1,27 hab./km². De los 120 habitantes, el municipio de Huss estaba compuesto por el 98,33 % blancos y el 1,67 % eran de una mezcla de razas. Del total de la población el 0 % eran hispanos o latinos de cualquier raza.